# Сварка взрывом

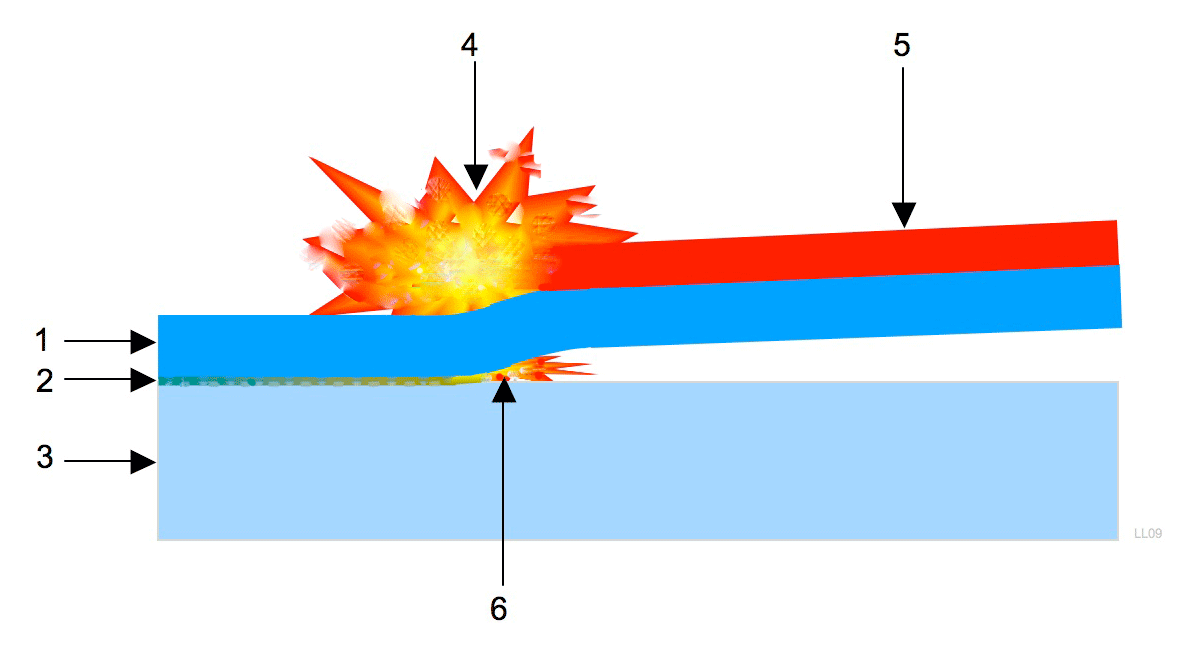
Угловая схема сварки взрывом на стадии взрыва:
,
,
,
,

Сварка взрывом, или взрывная сварка — метод сварки на основе использования энергии взрыва; разновидность обработки металлов взрывом.
При сварке взрывом привариваемая (подвижная) деталь располагается под углом к неподвижной детали-мишени (основанию) или параллельно ей (в большинстве случаев) и приводится в движение контролируемым взрывом, в результате чего с большой скоростью соударяется с ней; соединение образуется за счёт совместной пластической деформации поверхностей.
При этом из-за скоротечности процесса не успевает развиваться объёмная диффузия, вследствие чего этот вид сварки применим для соединения разнородных металлов и сплавов. Перед сваркой детали должны зачищаться до металлического блеска и быть обезжирены.
Сварка взрывом применяется для соединения деталей из разнородных металлов, в частности для плакирования.
Способ плакирования криволинейных поверхностей сваркой взрывом разработан в Алтайском научно-исследовательском институте технологии машиностроения.
В качестве взрывных веществ используются насыпные вещества: гранулотол, гранулит, аммониты, аммонал, аммиачная селитра, гексоген.